# Goritsjevo
Goritsjevo (Bulgaars: Горичево) is een dorp in het noordoosten van Bulgarije, gelegen in de gemeente Koebrat in de oblast Razgrad. Het dorp ligt ongeveer 36 km ten noorden van Razgrad en 283 km ten noordoosten van de hoofdstad Sofia.

## Bevolking
Op 31 december 2020 telde het dorp Goritsjevo 286 inwoners. Het aantal inwoners vertoont al tientallen jaren een dalende trend: in 1934 woonden er nog 998 personen in het dorp.
| Bevolkingsontwikkeling van Goritsjevo tussen 1934 en 2020 |
| --------------------------------------------------------- |
|                                                           |
| ■ Volkstellingen ■ Schatting                              |

In het dorp vormen etnische Turken een absolute meerderheid, gevolgd door een kleine Bulgaarse minderheid. In februari 2011 identificeerden 314 van de 337 ondervraagden zichzelf als etnische Turken, oftewel 93,2% van alle ondervraagden. 22 personen noemden zichzelf Bulgaren (6,5%).
| Etnische samenstelling van de respondenten (2011) | Etnische samenstelling van de respondenten (2011) | Etnische samenstelling van de respondenten (2011) | Etnische samenstelling van de respondenten (2011) | Etnische samenstelling van de respondenten (2011) |
| ------------------------------------------------- | ------------------------------------------------- | ------------------------------------------------- | ------------------------------------------------- | ------------------------------------------------- |
|                                                   |                                                   |                                                   |                                                   |                                                   |
| Bulgaren                                          | Bulgaren                                          |                                                   | 6,5%                                              | 6,5%                                              |
| Turken                                            | Turken                                            |                                                   | 93,2%                                             | 93,2%                                             |
| Roma                                              | Roma                                              |                                                   | 0,0%                                              | 0,0%                                              |
| Anders/Onbekend                                   | Anders/Onbekend                                   |                                                   | 0,3%                                              | 0,3%                                              |

Belovets - Bisertsi - Bozjoerovo - Goritsjevo - Kamenovo - Koebrat - Madrevo - Medovene - Ravno - Savin - Seslav - Sevar - Terter - Totsjilari - Joeper - Zadroega - Zvanartsi